# Ransäters församling
Ransäters församling var en församling i Karlstads stift och i Munkfors kommun. Församlingen uppgick 2010 i Munkfors-Ransäters församling.

## Administrativ historik
Församlingen bildades 1670 genom en utbrytning ur Övre Ulleruds församling. Den 1 maj 1918 utbröts Munkfors församling.
Församlingen var till 1 maj 1882 annexförsamling i pastoratet Kil, Frykerud, Övre Ullerud, Nedre Ullerud och Ransäter. Från 1 maj 1882 till 1 maj 1926 annexförsamling i pastoratet Övre Ullerud, Nedre Ullerud och Ransäter som från 1918 även omfattade Munkfors församling. Från 1 maj 1926 till 2010 i pastorat med Munkfors församling, till 1962 som moderförsamling därefter som annexförsamling. Församlingen uppgick 2010 i Munkfors-Ransäters församling.

## Organister
| Period    | Namn                   | Levnadstid | Övrigt   |
| --------- | ---------------------- | ---------- | -------- |
| 1857-1860 | Jan Svensson Sundström | 1813-1884  | Organist |
| 1861-1909 | Emanuel Edner          | 1837-1910  | Organist |

## Kyrkor
- Ransäters kyrka